# 太田達也 (言語学者)
太田 達也（おおた たつや、1967年 - ）は、日本のドイツ語学者。南山大学外国語学部教授。専門はドイツ語教育学、外国語教育学、応用言語学。

## 経歴
1989年慶應義塾大学文学部卒業。1994年同大学院文学研究科独文学専攻博士課程単位取得満期退学。2014年マルティン・ルター大学博士号取得。
慶應義塾大学総合政策学部准教授、南山大学外国語学部准教授などを経て、2016年より現職。 

## 著書

### 単書
- 『ドイツ語おもしろ翻訳教室』（NHK出版, 2007年）
- 『ニューエクスプレス ドイツ語』（白水社, 2007年）

### 共編書
- 『二十世紀の100語 - ドイツが選んだ現代を読み解くキーワード』（三修社, 2000年）
- 『からだで覚える実践ドイツ語』（NHK出版, 2009年）

## 出演
- ドイツ語講座（2006年4月 - 2006年9月、NHKラジオ） 講師
- まいにちドイツ語（2008年4月 - 2008年9月、NHKラジオ） 講師
- 旅するドイツ語（2016年10月 - 2017年3月、NHK教育） 監修